# Jürgen Oberschelp
Jürgen Oberschelp (* 12. Juli 1938 in Bielefeld) ist ein deutscher Dirigent, Chorleiter und Lehrer.

## Leben
Nach einem Studium der Musikwissenschaft, Schulmusik, Geographie und Pädagogik in Köln, Mainz und Wien promovierte Oberschelp 1972 in Köln mit der Dissertation Das öffentliche Musikleben der Stadt Bielefeld im 19. Jahrhundert. Er unterrichtete von 1971 bis 2002 die Fächer Musik und Erdkunde am Max-Planck-Gymnasium in Bielefeld und ist inzwischen als Oberstudienrat im Ruhestand.
In den 1960er Jahren übernahm er den Bielefelder Kinderchor, den sein Vater Friedrich Oberschelp (1895–1986) im Jahr 1932 gegründet und bis dahin geleitet hatte. Mit diesem Kinderchor hat er zahlreiche Konzerte veranstaltet und zahlreiche Konzert-Auslandsreisen unternommen.
Jürgen Oberschelp ist mit Karin Oberschelp verheiratet; sie haben zwei Söhne.

## Veröffentlichungen
- Das öffentliche Musikleben der Stadt Bielefeld im 19. Jahrhundert. Bosse, Regensburg 1972 (zugleich: Köln, Univ., Philos. Fak., Diss. 1972); ISBN 3-7649-2575-2
- Das Verschwinden der Kunst in der "Kunst des Zitats". Versuch über Popästhetik in den 80er Jahren. Univ., Diss., Bielefeld 1991

## Diskografie (Auswahl)
als Chorleiter mit dem Bielefelder Kinderchor:
- Lieder zur Winter- und Weihnachtszeit. Ariola-Eurodisc, Gütersloh / München 1980
- Jetzt kommen die lustigen Tage. Ariola-Eurodisc, Gütersloh / München 1980
- Die schönsten europäischen Volkslieder. Ariola-Eurodisc, Gütersloh / München 1981
- Das grosse Jubiläumskonzert. 50 Jahre Bielefelder Kinderchor. Ariola-Eurodisc, Gütersloh / München 1982
- 75 Jahre Bielefelder Kinderchor